# Кызылская ТЭЦ
«Кызылская ТЭЦ» — самое крупное предприятие энергетики республики Тыва, входящее в Енисейскую ТГК-13 — дочернее общество ОАО «Кызылская ТЭЦ». Расположена на восточной границе города Кызыла с поселком городского типа Каа-Хемом.

## История
В 1951 году по инициативе руководства Тувы институт «Гидрокоммунэнерго» разработал проект Кызылской электростанции. Он был утвержден распоряжением Совета Министров СССР 18 февраля 1953 года. Проектным заданием предусматривалась установка трех паровых котлов отечественного производства, производительностью по 20 тонн пара в час, и двух паровых турбин, мощностью по 2500 киловатт. Затем они были заменены котлоагрегатами и турбогенераторами чехословацкого производства с прежними техническими характеристиками. В мае 1955 года началось возведение электростанции. А 28 ноября 1958 года дал промышленный ток первый пусковой комплекс строящейся Кызылской паротурбинной электростанции. Этот день принято считать днем рождения станции. 

## Технические характеристики
ТЭЦ использует каменный уголь Каа-Хемского разреза, в последнее время рассматривается возможность использования угля с шахты «Красная горка». На ТЭЦ установлено 14 котлов различных марок, 2 транспортных галереи подачи угля, 2 основных дымовых трубы. В эксплуатации находятся 6 котлов БКЗ-75-3ФБ (№ 9-14). Установлено 4 турбогенератора мощностью 2x2,5 МВт (АК-2,5-35) и 2x6 МВт (АК-6-35). Работы по сооружению котлов № 15 и 16, согласно программе развития ТЭЦ, призванных заменить предшествующие 14 котлов прерваны в начале 90-х в связи с кризисом в экономике. Программа предусматривала кроме установки котлов установку новых турбогенераторов, что позволило бы довести мощность ТЭЦ до 40-48 МВт. Однако на сегодняшний день собственник не рассматривает возможность модернизации станции. Прежняя программа модернизации технически устарела. Блок ТЭЦ оказался недостроенным. Вся производимая электроэнергия потребляется Кызылской ТЭЦ и Тываэнерго. Энергосистема Тувы рассчитана на потребление не более 120 МВт электроэнергии. В декабре 1995 года осуществлено соединение ЛЭП-110 КВ "Хандагайты-Улангом и начаты поставки электроэнергии из ОЭС Сибири в западную энергосистему Монголии. Данный переток осуществляется несмотря на дефицит электроэнергии в республике, в виду неполной замкнутости внутриреспубликанского энергетического кольца. На 2009 год в пик зимних нагрузок потребление достигло 169 МВт. Таким образом дефицит электроэнергии составил 49 МВт. Весной 2010 года в республику была доставлена передвижная газовая электростанция на 25 МВт, которая была установлена на подстанции города Кызыльская. Однако это, как и ожидаемая достройка республиканского кольца (вторая очередь ЛЭП Чадан — Шагонар 220 кВ — дополнительных 25 МВт), не решит проблему энергодефицита республики. На первом этапе освоения Элегестского месторождения ОПК необходимо не менее 90 МВт мощности. Этот и другие проекты республики тормозятся на фоне отсутствия энергомощностей. Спасительным рассматривается строительство модульной ТЭЦ на 300 МВт.
В 2011 году завершено строительство ЛЭП 220 кВ ПС «Чадан» — ПС «Кызылская». Энергокольцо республики замкнуто. В 2014 году завершена модернизация обеих указанных подстанций. Общий переток электроэнергии в Республику может достигать теперь 280 МВт мощности, из которых до 100 МВт может передаваться в Западную Монголию, тогда как ранее это ограничивалось 62 МВт (2 цепи 110 кВ ПС «Чадан» — ПС «Хандагайты» — ПС «Улангом»).
Текущий теплодефицит в городе — более 110 ГКал/ч. Фактически возведение нового здания Арбитражного суда республики Тыва в центре Кызыла было заторможено на два года ввиду поиска и выделения тепловых мощностей.

## Экологические проблемы
Кызылская ТЭЦ согласно метеорологическим данным должна была быть построена на западной окраине города, однако в угоду транспортной выгоде была построена на восточной окраине города, без учета розы ветров. По этой причине над городом в зимнее время в связи с нахождением в Тувинской котловине висит смог с тепловой станции.

## Собственники и руководители
ТЭЦ входит в состав Енисейской ТГК с 2007 года в качестве 100% дочернего общества ОАО «Кызылская ТЭЦ».
Генеральный директор ОАО «Кызылская ТЭЦ» - Троцан Андрей Анатольевич
Адрес: Республика Тыва, 667004, Кызыл, ул. Колхозная, д. 2, Тел. +7(39422)4-82-98.